# Rajella
A Rajella a porcos halak (Chondrichthyes) osztályának rájaalakúak (Rajiformes) rendjébe, ezen belül a valódi rájafélék (Rajidae) családjába tartozó nem.

## Tudnivalók
A Rajella porcoshal-nem előfordulási területe az Atlanti-, a Csendes- és az Indiai-óceánok, valamint a Jeges- és az Északi-tengerek, továbbá a Mexikói-öböl. Habár ez a rájacsoport világszerte megtalálható, maguk a belé tartozó fajok, csak kis elterjedési területtel rendelkeznek. Ezek a porcos halak fajtól függően 17,4–123 centiméter közöttiek.

## Rendszerezés
A nembe az alábbi 18 élő faj tartozik:
- Rajella annandalei (Weber, 1913)
- Rajella barnardi (Norman, 1935)
- Rajella bathyphila (Holt & Byrne, 1908)
- Rajella bigelowi (Stehmann, 1978)
- Rajella caudaspinosa (von Bonde & Swart, 1923)
- Rajella challengeri Last & Stehmann, 2008
- Rajella dissimilis (Hulley, 1970)
- Rajella eisenhardti Long & McCosker, 1999
- Rajella fuliginea (Bigelow & Schroeder, 1954)
- Fylla-rája (Rajella fyllae) (Lütken, 1887) - típusfaj
- Rajella kukujevi (Dolganov, 1985)
- Rajella leoparda (von Bonde & Swart, 1923)
- Rajella lintea (Fries, 1838)
- Rajella nigerrima (de Buen, 1960)
- Rajella paucispinosa Weigmann, Stehmann & Thiel, 2014
- Rajella purpuriventralis (Bigelow & Schroeder, 1962)
- Rajella ravidula (Hulley, 1970)
- Rajella sadowskii (Krefft & Stehmann, 1974)